# Абдулманапов, Магомед-Загид
Магоме́д-Загид Абдулмана́пов (30 сентября 1924 — 13 апреля 1944 год) — Герой Советского Союза, участник Великой Отечественной войны, гвардии младший сержант.

## Довоенная биография
Магомед-Загид Абдулманапов родился в ауле Карата (ныне село Карата, Ахвахский район, Дагестан). Каратинец.
Магомед-Загид Абдулманапов окончил семь классов средней школы и школу ФЗУ в посёлке Двигательстрой.

## Участие в Великой Отечественной войне
В 1942 году Магомед-Загид Абдулманапов был призван в ряды РККА, а с 1943 года принимал участие в боях на фронтах Великой Отечественной войны.
12 апреля 1944 года в ходе наступления Красной Армии в Крыму, разведывательная группа из разведчиков 3-го гвардейского отдельного мотоинженерного батальона и 91-го отдельного мотоциклетного батальона под командованием сержанта Николая Поддубного на танке проводила разведку расположения войск противника. Возле села Ашага-Джамин группа попала под артиллерийский обстрел, танк был подбит и подразделение заняло оборону вокруг танка. В течение двух часов разведчики вели бой против батальона противника. Когда боеприпасы закончились, разведчики бросились в рукопашную и штыками и сапёрными лопатками уничтожили ещё 13 солдат противника. Силы были неравны и все они были схвачены. Разведчиков доставили в село и подвергли их жесточайшим пыткам. Ни один из них не выдал военную тайну. На рассвете всех разведчиков отволокли к оврагу, согнали местное население. Несмотря на тяжёлые раны разведчики смогли встать на ноги и принять смерть как герои. Из девяти разведчиков в живых остался только один — В. А. Ершов.
Указом Президиума Верховного Совета СССР от 16 мая 1944 года Магомед-Загиду Абдулманапову и всем разведчикам было присвоено звание Героя Советского Союза.

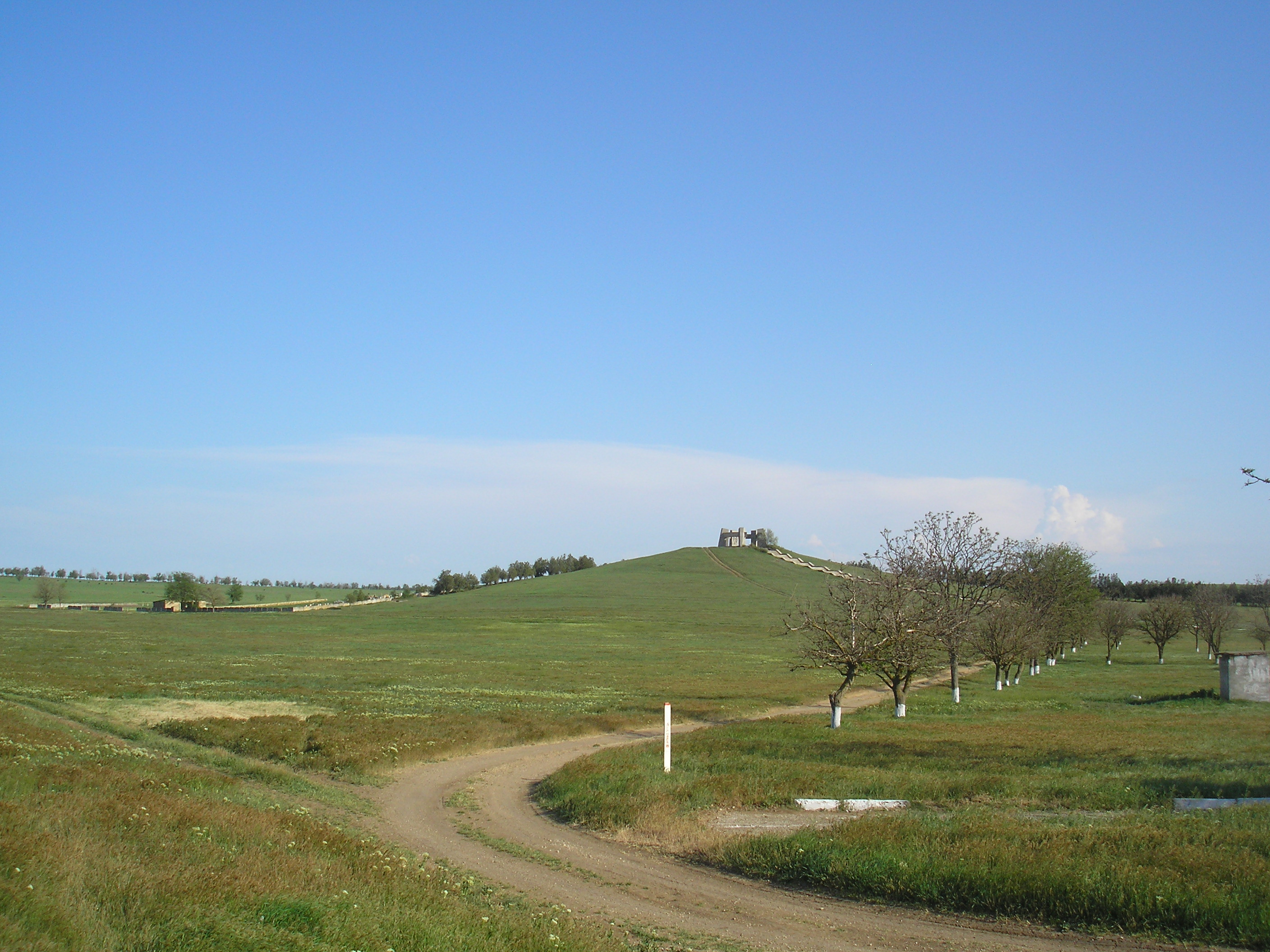
Братская могила восьми Героев Советского Союза. скульпторы В.В.Петренко, Н.И.Петренко, архитектор А.М.Крамаренко, Геройское

## Награды
- Медаль «Золотая Звезда» Героя Советского Союза
- Орден Ленина

## Память
- В ознаменование подвига Героев разведчиков село Ашагы-Джамин переименовано в Геройское.
- В ознаменование подвига на братской могиле героев воздвигнут гранитный обелиск с надписью: «Вечная слава Героям Советского Союза». Ниже высечены имена: «Гвардии сержанты Н. И. Поддубный, М. М. Абдулманапов; гвардии рядовые: П. В. Велигин, И. Т. Тимошенко, М. А. Задорожный, Г. Н. Захарченко, П. А. Иванов, А. Ф. Симоненко»
- В городе Саки в честь подвига названа улица «Восьми Героев».
- В ознаменование подвига в Симферополе воздвигнут памятник.
- Поэт Расул Гамзатов посвятил подвигу 9 разведчиков поэму «Солдаты России» (Россиялъул солдатал).
- Его именем названы улицы в Махачкале, Каспийске, Хасавюрте.